# Cryptus minimus
Cryptus minimus är en stekelart som beskrevs av H. Douglas Pratt 1945. Cryptus minimus ingår i släktet Cryptus och familjen brokparasitsteklar. Inga underarter finns listade i Catalogue of Life.